# Отставка Вашингтона с поста главнокомандующего
Отставка Джорджа Вашингтона с поста главнокомандующего ознаменовала окончание военной службы Джорджа Вашингтона во время войны за независимость США и его возвращение к гражданской жизни в Маунт-Верноне. Его добровольный поступок был описан как «один из величайших государственных актов нации» и помог создать прецедент гражданского контроля над военными. После подписания 3 сентября 1783 года Парижского мирного договора, положившего конец войне, и после того, как 25 ноября последние британские войска покинули Нью-Йорк, Вашингтон подал в отставку с поста главнокомандующего Континентальной армией перед Конгрессом Конфедерации, затем собравшимся в Государственном доме штата Мэриленд в Аннаполисе, 23 декабря того же года. Это последовало за его прощанием с Континентальной армией 2 ноября в Рокингеме близ Принстона, штат Нью-Джерси и прощанием со своими офицерами 4 декабря в таверне Фраунсес в Нью-Йорке.
Отставка Вашингтона была изображена Джоном Трамбуллом в 1824 году на картине «Генерал Джордж Вашингтон подаёт в отставку» в натуральную величину, которая сейчас выставлена в ротонде Капитолия США.

## История
Вашингтон прибыл в Аннаполис 19 декабря 1783 года и был встречен генералом Уильямом Смоллвудом и генералом Горацио Гейтсом в Трёхмильном дубе. На следующий день он написал Конгрессу о способе подать в отставку, будь то лично или письменно. Томас Миффлин назначил комитет в составе Томаса Джефферсона, Джеймса Мак-Генри и Элбриджа Джерри для определения деталей. В понедельник, 22 декабря, Конгресс почтил Вашингтон банкетом в таверне Манна, на котором присутствовало от двух до трех сотен джентльменов. Позже тем же вечером губернатор Мэриленда Уильям Пака устроил в его честь публичный бал в Государственном доме. На нем присутствовало около шестисот гостей. Историк Уиллард Стерн Рэндэлл описывает этот вечер так: «Джордж Вашингтон, знаменитый танцор, поразил французских офицеров своим мастерством и грацией в менуэте».
В полдень во вторник, 23 декабря, Чарльз Томсон, секретарь Континентального конгресса, возглавил Вашингтон в сопровождении двух своих адъютантов, полковника Дэвида Хамфриза и полковника Бенджамина Уокера. Хотя Марта Вашингтон и изображена на некоторых картинах этого события, на самом деле она там не присутствовала. Затем Вашингтон выступил с речью перед ассамблеей:

Счастливый от подтверждения нашей независимости и суверенитета и довольный возможностью, предоставленной Соединенным Штатам, стать уважаемой нацией, я с удовлетворением слагаю с себя полномочия, которые я принял с неуверенностью.

Я считаю непременным долгом завершить этот последний торжественный акт моей официальной жизни, передав интересы нашей дорогой страны под защиту Всемогущего Бога, а тех, кто надзирает за ними, на его святое хранение.

Завершив порученную мне работу, я удаляюсь с великого театра действий, и, любезно прощаясь с этим августейшим органом, под чьим руководством я так долго действовал, я предлагаю здесь свою комиссию и ухожу от всех дел государственной жизни.— Джордж Вашингтон
В качестве последнего акта своей отставки Вашингтон передал свое назначение и свою речь президенту Миффлину. На следующий день, 24 декабря, Вашингтон отбыл в свою резиденцию Маунт-Вернон.